# Până la

Sus: În mulțimea vârfurilor unui hexagon există 20 de partiții care au o submulțime de trei elemente (verde) și trei submulțimi de câte un singur element (necolorate).
Jos: Dintre acestea, există 4 partiții până la rotație și 3 partiții până la rotație și reflexie.

Două obiecte matematice a și b sunt numite egale până la o relație de echivalență R
- dacă a și b sunt legate prin R, adică
- dacă aRb este valabil, adică
- dacă clasele de echivalență⁠(d) ale lui a și b față de R sunt egale.

În imagine, „sunt 4 partiții până la rotație” înseamnă că mulțimea P are 4 clase de echivalență în raport cu R definite de aRb dacă b poate fi obținut din a prin rotație; câte un reprezentant din fiecare clasă este prezentat în imaginea din stânga jos.
Această figură de stil este folosită mai ales în legătură cu expresii derivate din egalitate, cum ar fi unicitatea sau numărarea. De exemplu, x este unic până la R înseamnă că toate obiectele x luate în considerare sunt în aceeași clasă de echivalență în ceea ce privește relația R. Un exemplu care se referă la două fracții zecimale cu valori apropiate este „fracțiile sunt egale până la a treia zecimală”. Alte expresii echivalente folosite în limba română, în funcție de context, sunt:
- cât timp, ex.: cât timp x < y;
- pentru, ex.: pentru valori nenule;
- fără a lua în considerare (fără a considera, fără a enumera), ex.: fără a lua în considerare permutările.

Mai mult decât atât, relația de echivalență R este adesea desemnată destul de implicit printr-o condiție generatoare sau transformare. De exemplu, afirmația „descompunerea în factori primi a unui număr întreg este unică până la ordonare” este o modalitate concisă de a spune că oricare două liste de factori primi ai unui număr întreg dat sunt echivalente în raport cu relația R care leagă două liste dacă una poate fi obținută prin reordonarea (permutare) din cealaltă.
Un alt exemplu: afirmația „soluția unei integrale nedefinite este sin(x), până la adăugarea unei constante” folosește în mod tacit relația de echivalență R între funcții , definit de fRg dacă diferența f − g este o funcție constantă și înseamnă că soluția și funcția sin(x) sunt egale cu acest R.
Relațiile de echivalență sunt adesea folosite pentru a ignora posibilele diferențe ale obiectelor, astfel încât „până la R” poate fi înțeles informal ca „ignorând aceleași subtilități pe care le ignoră și R”. În exemplul de factorizare, „până la ordonare” înseamnă „ignorarea ordinării particulare”.
În continuare sunt date și alte exemple.

## Exemple

### Tetris

Piesele de Tetris I, J, L, O, S, T, Z

Un exemplu simplu este „există șapte tetrominouri, până la rotații”, care face referire la cele șapte aranjamente învecinate posibile de tetrominouri (colecții de patru pătrate unitate aranjate pentru a se conecta pe cel puțin o latură) și care sunt adesea considerate cele șapte piese Tetris (O, I, L, J, T, S, Z). S-ar putea spune, de asemenea, „există cinci tetrominouri, până la reflexii și rotații”, care ar ține cont apoi de situația conform căreia L și J (precum și S și Z) pot fi considerate ca fiind reflexii ale aceleiași piese. Jocul Tetris nu permite reflexii, așa că prima afirmație este probabil să pară mai relevantă decât cea din urmă.
Pentru a adăuga numărul exhaustiv, nu există o notație formală pentru numărul de tetrominouri. Totuși, se obișnuiește să se scrie că „există șapte tetrominouri (= 19 în total) pînă la rotații ". Aici, Tetris oferă un exemplu excelent, deoarece s-ar putea număra pur și simplu 7 bucăți × 4 rotații drept 28, dar unele piese (cum ar fi piesa 2 × 2 O) au evident mai puțin de patru stări de rotație.

### Opt dame

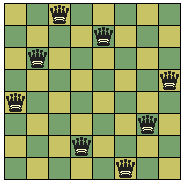
O soluție a problemei celor opt dame

În problema celor opt dame, dacă cele opt dame sunt considerate distincte, atunci există 3709440 de soluții distincte. În mod normal, totuși, damele sunt considerate a fi identice și, de obicei, se spune „există 3709440 / 8! = 92 soluții unice până la permutări ale damelor", ceea ce înseamnă că două aranjări diferite ale damelor sunt considerate echivalente dacă damele au fost permutate, dar ocupă aceleași pătrate de pe tabla de șah.
Dacă, pe lângă considerarea damelor ca fiind identice ar fi permise rotațiile și  reflexiile tablei, am avea doar 12 soluții diferite până la simetrie și identificarea damelor, ceea ce înseamnă că două aranjări care sunt simetrice unul față de celălalt sunt considerate echivalente. În limba română descrierea uzuală ar fi „fără a se lua în considerare permutările damelor și rotațiile și reflexiile tablei”.

### Poligoane
n-gonul regulat, pentru un n fix, este unic până la asemănare. Cu alte cuvinte, prin scalare, translație și rotație, orice n-gon poate fi transformat în orice alt n-gon (cu același n).